# Batala (Pendjab)
Batala est la huitième plus grande ville de l'État du Pendjab, en Inde, par la population, après Ludhiana, Amritsar, Jalandhar, Patiala, Bathinda, Mohali et Hoshiarpur. Batala est la deuxième ville la plus ancienne après Bathinda. Il s'agit d'une corporation municipale (depuis le 3 mars 2019) du district de Gurdaspur, dans la région de Majha, dans l'État du Pendjab. Il est situé à environ 32 km de Gurdaspur, le siège du district. C'est aussi un quartier de police. Batala détient le statut de ville la plus peuplée du district avec 31 % de la population totale du district. C'est la plus grande ville industrielle du district.
Batala est un lieu important pour les fidèles sikhs. Guru Nanak, le fondateur de la religion sikh, s'est marié ici avec Sulakhni, la fille de Mul Chand Chauna en 1485.

## Histoire
La ville a été fondée en 1465 par Abhay Pratap Bal de Kapurthala sous la suzeraineté du sultan Bahlul Lodi. Plus tard, pendant le règne moghol, Akbar le donna en jagir à son frère adoptif, Shamsher Khan. Batala était une ville très célèbre de la région du Pendjab, tout comme Lahore, Jalandhar et d'autres grandes villes du 16ème siècle, et elle a 109 ans de plus qu'Amritsar. La ville entière se trouvait dans un fort. Il y avait 12 portes d’entrée et de sortie. Ces portes sont encore connues sous leurs anciens noms, par exemple la porte Sheran Wala, la porte Khajuri, la porte Bhandari, la porte Ohri, la porte Thathiari, la porte Hathi, la porte Pahari, la porte Mori, la porte Kapoori, la porte Achli, etc. Certaines d'entre elles survivent encore bien que leur l’état nécessite une attention particulière.
En Inde britannique, Batala était le siège d'un tehsil dans le district de Gurdaspur de la province du Pendjab. L'attribution du district de Gurdaspur lors de la partition de l'Inde a été très contestée car il se trouvait dans le centre du Pendjab et comptait une proportion à peu près égale de populations musulmanes et non musulmanes. Le vice-roi Lord Wavell a attribué trois tehsils orientaux du district ( Gurdaspur, Batala et Pathankot ) à l'Inde et un tehsil occidental ( Shakargarh ) au Pakistan. Cependant, elle a continué à être contestée. L'ensemble du district a été présenté comme faisant partie du Pakistan dans la « ligne de partage théorique » de la loi sur l'indépendance indienne de 1947 et la question a été renvoyée à la Commission des frontières du Pendjab . La ligne de partition finale (« Radcliffe Line ») a finalement confirmé la division du district par Wavell, avec pour résultat que Batala est devenue une partie de l'Inde. Pendant trois jours, du 14 au 17 août 1947, Batala fut considérée comme faisant partie du Pakistan, puis ajoutée au territoire indien.